# Oreolais
Oreolais es un género de ave paseriformes perteneciente a la familia Cisticolidae. Sus miembros anteriormente se clasificaban en el género Apalis.

## Especies
El género contiene dos especies:
- Oreolais pulcher - apalis cuellinegro;
- Oreolais ruwenzorii - apalis del Ruwenzori.